# 青木柊太
青木 柊太（あおき しゅうた、1993年9月3日 - ）は、日本の俳優である。
東京都出身。血液型はB型。かつてムーン・ザ・チャイルドに所属していた。

## 出演

### ネットシネマ
- 探偵事務所5 2nd Season「息子」（2006年、映像探偵社）沖田秀一 役

### 映画
- 青い鳥（2008年）緒方健二 役

### CM
- タカラトミー デュアルマスターズ（2007年2月 - 5月）
- 小田急電鉄 小田急ロマンスカー（2008年6月 - 8月）

### プロモーションビデオ
- ゆず『もうすぐ30才』（2006年）